# Melinaea satevis
Espèce
Melinaea satevis  est une espèce d'insectes lépidoptères (papillons) appartenant à la famille des Nymphalidae, à la sous-famille des Danainae et au genre Melinaea.

## Taxonomie
Melinaea satevis a été décrit par Edward Doubleday sous le nom de Mechanitis satevis.

### Sous-espèces
- Melinaea satevis satevis ; présent en Bolivie.
- Melinaea satevis aurantia Forbes, 1942 ; présent au Venezuela.
- Melinaea satevis crameri Godman & Salvin, 1898 ; présent en Guyana.
- Melinaea satevis cydon Godman & Salvin, 1879 ; présent au Brésil et au Pérou.
- Melinaea satevis flavomacula Weymer, 1894 ; présent au Brésil.
- Melinaea satevis lamasi Brown, 1977 ; présent au Pérou.
- Melinaea satevis maelus (Hewitson, 1860) ; présent au Brésil.
- Melinaea satevis maeonis Hewitson, 1869 ; présent en Équateur.
- Melinaea satevis tarapotensis Haensch, 1909 ; présent au Pérou.
- Melinaea satevis zamora Haensch, 1909 ; présent au Venezuela[1].

### Noms vernaculaires
Ils se nomment en anglais Satevis Tigerwing.

## Description
C'est un grand papillon de couleur rouge orangé taché de marron. Les ailes antérieures sont tachées de marron avec de grandes taches dans la partie basale; à l'apex elles sont ornées d'une ligne submarginale de taches blanches. Les ailes postérieures orange sont bordées d'une ligne de taches marron ovales marron doublée d'une seconde ligne de taches marron formant une barre marron.
Le revers est identique.

## Écologie et distribution
Melinaea savetis est présent Équateur,  en Bolivie, au Venezuela en Guyane, Guyana, au Brésil et au Pérou.

### Biotope
Melinaea lilis réside en forêt tropicale.

### Protection
Pas de statut de protection particulier.